# مقصود علام
مقصود علام (بالإنجليزية: Maqsudul Alam) (14 ديسمبر 1959 - 20 ديسمبر 2014) (بالبنغالية : মাকসুদুল আলম) هو عالم وأستاذ بنغالي، متخصص في علم الجينوم. كان أستاذا في جامعة هاواي في مانوا وعضوا في المجلس الاستشاري في جامعة شاهجلال للعلوم والتكنولوجيا.
حصل على جائزة يوم الاستقلال في عام 2016 بعد وفاته من قبل حكومة بنغلاديش.
توفي علام في 20 ديسمبر 2014 في مركز الملكة الطبي، هونولولو، هاواي. حيث كان يعاني من تليف الكبد.